# ريتشارد هود (كاهن)
ريتشارد هود (مواليد يوليو 1769 - 20 نوفمبر 1836) كان كاهنًا أنجليكانيًا في أيرلندا خلال العقود الأولى من القرن التاسع عشر.

## نُبذة
ولد هود في مقاطعة كوينز (الآن لاويس) وتلقى تعليمه في كلية ترينيتي في دبلن.